# La sociedad del semáforo
La sociedad del semáforo es una película dramática colombiana de 2010 dirigida y escrita por Rubén Mendoza, protagonizada por Alexis Zúñiga, Antonio Reyes, Gala Bernal, Romelia Cajiao y Héctor Ramírez. Fue exhibida en importantes eventos internacionales como el Festival de Cannes, el Festival Internacional de cine de Mannheim, el Festival de cine de Guadalajara y en su país de origen en el Festival Internacional de Cine de Cartagena.

## Sinopsis
Raúl Trellez es un reciclador que sueña con poder controlar el tiempo de duración de la luz roja del semáforo para que él y sus compañeros habitantes de la calle puedan montar toda una serie de espectáculos de malabarismo y ventas ambulantes, pues considera que el tiempo que les brinda el semáforo en rojo es muy corto para expresar su arte y sus habilidades.

## Reparto
- Alexis Zúñiga
- Antonio Reyes
- Gala Bernal
- Romelia Cajiao
- Héctor Ramírez